# Perfilòmetre
El perfilòmetre és un instrument de mesura utilitzat per a mesurar el perfil d'una superfície per tal de quantificar la seva rugositat. La noció històrica d'un perfilòmetre ens indica que era un dispositiu similar a un fonògraf, el qual mesurava una superfície a la vegada que aquesta es mou de manera relativa a un palpador. Aquesta idea, però, està canviant amb l'aparició de nombroses tècniques que no requereixen contacte.

## Tipus

### Perfilòmetres de contacte[2]
Un parlador de diamant (o altres) es mou verticalment fins que contacta amb un punt de la peça i després es va traslladant lateralment a través d'una secció de la peça al llarg d'una determinada distància i amb una força específica. Un perfilòmetre pot mesurar petites variacions verticals en la superfície de desplaçament. Un perfilòmetre típic pot mesurar petits salts verticals que van des d'una alçada de 10 nanòmetres a 1 mil·límetre. La posició de l'alçada de l'agulla de diamant genera un señal analògic que es converteix en un senyal digital emmagatzemat, analitzat i exposat. El radi de punta del llapis s'estén de 20 nanòmetres a 25 micres i la resolució horitzontal és controlada per la velocitat de processament de dades del senyal de freqüència del mostreig. La força amb què mesura el llapis, pot variar des d'1 a 50 mil·ligrams.
Avantatges del perfilòmetre de contacte
- Acceptació: La majoria de les normes del món de l'acabat de les superfícies estan escrites pels perfilometres de contacte. Per seguir la metodologia escrita, cal sovint aquest tipus de perfilòmetres.
- Independència de la superfície: El contacte amb la superfície és sovint un avantatge en ambients bruts on els mètodes de no-contacte poden arribar a mesurar contaminants de la superfície en lloc de la mateixa superfície.
- Resolució: El radi de punta de l'agulla poden ser tan petits com 20 nanòmetres, molt millor que el perfil òptic de llum blanca.
- Tècnica directa: No requereix modelatge.

### Perfilòmetres de no-contacte
El perfilòmetre òptic o de no-contacte, és un mètode sense contacte que proporciona gran part de la informació d'una superfície que es pot obtenir amb un perfilòmetre de contacte. Actualment existeixen moltes tècniques que s'utilitzen com la triangulació làser, la microscòpia confocal, la interferometria de baixa coherència i l'holografia digital.
Avantatges del perfilòmetre òptic
- Resolució: L'escala de la resolució vertical és en la majoria de casos en nanòmetres. L'escala de la resolució horitzontal en canvi és limitada per la longitud d'ona de la llum (400÷750 nm).
- Velocitat: La inspecció és quasi instantània. El temps que es triga a obtenir resultats és el que triga la llum a arribar a la superfície, reflectir-se per arribar al detector i el necessari per a l'adquisició dels electrons.
- Fiabilitat: Al no haver-hi contacte amb la superfície, no hi ha el risc que aquesta pateixi deformació. Aquesta característica és molt important per la inspecció de superfícies de materials poc durs.
- Mida del punt: La mida del punt, o resolució lateral, dels mètodes òptics varia de pocs micròmetres fins a unitats del micròmetre.

## Perfilòmetre de carreteres
El perfilòmetre de carreteres utilitza un làser per mesura distàncies (suspès a uns 30 cm del paviment) en combinació amb un odòmetre i una unitat inercial (normalment un acceleròmetre per detectar el moviment del vehicle en el pla vertical) que estableix un pla de referència en moviment a la qual les distàncies del làser estan integrades. La compensació d'inèrcia fa que les dades del perfil siguin més o menys independents de la velocitat que ha tingut el perfilòmetre durant els mesuraments, en el cas que el vehicle no té grans variacions de velocitat i es manté per sobre de 25 km / h o 15 mph. El perfilòmetre recull dades a velocitats de carretera normals, el mostreig de les elevacions de la superfície a intervals de 15/02 cm (6.1 polzades), i requereix una alta velocitat d'adquisició de dades capaç d'obtenir mesures en el rang de kilohertzs.
Les dades recollides per un perfilòmetre s'utilitzen per calcular l'Índex Internacional de Rugositat (IRI), que s'expressa en unitats de polzades / milla o mm / m IRI valors que oscil·len entre 0 (equivalent a la conducció en una placa de vidre) cap amunt (en un camí molt aspre). El valor de l'IRI s'utilitza per a la gestió de carreteres per vigilar la seguretat viària i els problemes de qualitat.
Molts perfilòmetres de carreteres també mesuren les voreres pendent transversal, la curvatura, el degradat longitudinal i zel. Alguns perfilòmetres agafen fotos digitals o vídeos mentre perfilen la carretera. La majoria de perfils també reflectiran la posició, amb tecnologia GPS. Una altra opció de mesura molt comuna, és la de mesurar esquerdes. Alguns sistemes inclouen un perfilòmetre de penetració a terra, que s'utilitza per registrar el gruix de la capa de l'asfalt 
Un altre tipus de perfilòmetre és l'utilitzat per mesurar la textura de la superfície d'una carretera i com es relaciona amb el coeficient de fricció, és a dir, mesura la resistència al lliscament. La textura del paviment està dividida en tres categories; megatextura (carreteres), macrotextura i microtextura. La microtextura no es pot mesurar directament, requereix un laboratori. La megatextura es mesura utilitzant un mètode de perfils similars a l'utilitzat a l'hora d'obtenir els valors de l'IRI, mentre que la macrotextura és la mesura de les variacions individuals de la carretera en un interval d'uns pocs centímetres. Per exemple, un camí de grava a la part superior seguida d'una capa de segellat d'asfalt a la part inferior tindrà una alta macrotextura, mentre que una carretera construïda amb lloses de formigó tindrà una baixa macrotextura.
Lequip per mesurar macrotexure sol constar d'un làser de mesura a distància amb una mida de punt molt petit (<1 mm) i de sistemes d'adquisició de dades capaços d'enregistrar en petits intervals espacials d'un mil·límetre o menys de distància. La freqüència de mostra és generalment superior a 32 kHz. La macrotextura es poden utilitzar per calcular la dependència de la velocitat respecte a la fricció entre els pneumàtics de cotxes típics i la superfície de la carretera. La macrotextura també dona informació sobre la diferència entre la fricció en superfícies seques i mullades. Això no obstant, la macrotextura no es pot utilitzar per calcular la fricció total, ja que la microtextura també afecta a aquesta.
La fricció lateral i el pendent transversal són les forces de reacció clau que actuen per mantenir un vehicle estable i en posició lateral mentre aquest es troba exposat a forces causades per la velocitat i la curvatura de la carretera. Atès que la fricció té una alta dependència de la macrotextura i la textura, el pendent transversal, així com la curvatura, poden ser mesurats amb un generador de perfils de carreteres. Els perfiladors de carretera són molt útils a l'hora d'identificar corbes incorrectament peraltades que presenten un gran risc pels vehicle de motor, sent aquesta la causa de molts accidents.